# عودة لاجئي الحرب الأهلية السورية
تتحدث هذه المقالة عن عودة لاجئي الحرب الأهلية السورية إلى محل إقامتهم قبل نزوحهم سواءًا عادوا من داخل البلاد أو من خارجها، يتضمن ذلك المهاجر من الجيل الثاني، أو نازح رُفض طلب لجوءه، أو شخص غير قادر أو غير راغب في البقاء في مخيمات اللاجئين السوريين المقامة في تركيا، ولبنان، والأردن، ومصر، وغيرها من البلدان.

## اللاجئين الأجانب
أثرت الحرب الأهلية السورية على اللاجئين الأجانب في سوريا وهم العراقيون (1,300,000)،  والفلسطينيون (543,400)،  والصوماليون (5,200).
في أبريل 2012 كان هناك نحو 100 ألف لاجئ من العراق داخل سوريا، بينما عاد نحو 70 ألف لاجئ إلى العراق.
في 29 تشرين الأول/أكتوبر 2022 أعادت أستراليا أربع نساء وأطفالهن الثلاثة عشر الذين تقطعت بهم السبل في مخيمات اللاجئين في شمال شرق سوريا، حيث كانوا مقيمين في مخيمات في الهول وروج في شمال شرق سوريا الخاضع لسيطرة الأكراد بعد أن فقد تنظيم داعش السيطرة على المنطقة.

## تحديات العودة
أكدت مفوضية الأمم المتحدة لشؤون اللاجئين أن الظروف في سوريا لا تزال غير آمنة ومأساوية، وأن التحسينات في العديد من المجالات غير مؤكدة، وأن العديد من الخدمات الأساسية غير متاحة. وتواجه القوافل الإغاثية تحديات في الوصول إلى المناطق المتضررة. أقل من نصف العائدين لديهم وصول إلى خدمات المياه أو الصحة، نتيجة لتضرر البنية التحتية بشكل كبير. ويُقدر أن حوالي 10 في المائة منهم انتهوا بأن يصبحوا نازحين داخليين مرة أخرى.

### الدمار

تستند تقديرات حوادث الأضرار إلى الظروف المادية الفعلية، كما تظهر في صور الأقمار الصناعية من يناير 2017.

شهدت المراكز الحضرية السورية اندلاع معارك عنيفة. فقد تعرضت المدن الكبيرة مثل حلب (المهمة اقتصاديًا كوجهة رئيسية للصناعة والأعمال المالية)، ودمشق، وحمص، بالإضافة إلى العديد من البلدات الصغيرة، لصراع منخفض الكثافة (استمرت المعارك على فترات متقطعة لعدة أشهر)، مما أدى إلى تفكك الأنظمة الحضرية جزئيًا أو كليًا. أدى هذا الدمار لإنهيار الأنشطة الاقتصادية في العديد من المناطق، حيث دُمرت البنية التحتية المرتبطة بالخدمات العامة مثل الطرق والمدارس والمستشفيات. وتم استخدام بنية تحتية مثل الجسور وموارد المياه ومستودعات الحبوب وأصول أخرى ذات أهمية اقتصادية كمواقع للمعارك، وبالتالي أصبحت أهدافًا استراتيجية.

### القانون السوري العاشر
الحكومة السورية قدمت قانونًا يعرف عادة بـ "القانون رقم 10"، والذي قد يحرم اللاجئين من ممتلكاتهم، مثل العقارات التي تضررت. هناك أيضًا مخاوف بين بعض اللاجئين من أنه إذا عادوا للمطالبة بتلك الممتلكات، فإنهم قد يواجهون عواقب سلبية، مثل التجنيد الإجباري أو السجن. تمت محاكمة الحكومة السورية بشدة لاستخدام هذا القانون لمكافأة أنصار الحكومة.
وتنفي الحكومة ذلك، وأعربت عن رغبتها في عودة اللاجئين من لبنان. في ديسمبر 2018 أفيد أيضًا أن الحكومة السورية بدأت في الاستيلاء على الممتلكات بموجب قانون مكافحة الإرهاب، مما يؤثر سلبًا على معارضي الحكومة، حيث فقد العديد منهم ممتلكاتهم. وألغت الحكومة معاشات بعض الأشخاص أيضًا.

### اقتصاد الحرب
أدى استمرار الصراع لسنوات طويلة، وتوقف عمل الاقتصاد الرسمي، وهجرة رأس المال، وضعف الدولة في الكثير من سوريا إلى ظهور اقتصاد الحرب كما هو متوقع. يتميز الاقتصاد السوري بالنشاط غير القانوني مثل السوق السوداء.
يخضع الوضع الاقتصادي الحالي في سوريا لسيطرة الجماعات المسلحة المتورطة في السرقة والتهريب والاستحواذ على الممتلكات والأنشطة الابتزازيه وغالبًا ما تسيطر على الأصول الاستراتيجية مثل النفط والمحاصيل الزراعية.

### تدهور الاقتصاد
أدى تدمير البنية التحتية ورأس المال البشري وزيادة عدد الضحايا والهجرة القسرية وانهيار الشبكات الاقتصادية إلى كارثة اقتصادية لسوريا، حيث تراجع الاقتصاد بنسبة 10% وفقًا لتقديرات 2014.
- 1. إجمالي السكان القادرين على العمل 13 مليون شخص، ويمثلون 63% من السكان.
  - 2. السكان غير النشطين 7.2 مليون 55.4%
  - 3. السكان النشطين يبلغ عددهم 5.8 مليون شخص، ويمثلون 44.6% من السكان القادرين على العمل.
    - 6. عدد العاملين 5.3 مليون شخص، ويمثلون نسبة 91.4% من السكان النشطين.
      - 8. العاملون بأجر يبلغون 3.3 مليون شخص، ويمثلون نسبة 63.2% من العاملين.
        - 14. العاملون في القطاع الخاص يبلغون 1.9 مليون شخص، ويمثلون نسبة 57% من العاملين بأجر.
        - 15. العاملون في القطاع العام يبلغون 1.4 مليون شخص، ويمثلون نسبة 43% من العاملين بأجر.

      - 9. أصحاب الأعمال الحرة يبلغون 1.5 مليون شخص، ويمثلون نسبة 28.8% من العاملين.
      - 10. أصحاب الأعمال يبلغون 0.2 مليون شخص، ويمثلون نسبة 4.2% من العاملين.
      - 11. العمال غير المدفوعين يبلغون 0.2 مليون شخص، ويمثلون نسبة 3.8% من العاملين.

    - 7. العاطلون عن العمل 0.5 مليون 8.6%
      - 12. الرجال العاطلون عن العمل يبلغ عددهم 0.3 مليون شخص، ويمثلون نسبة 61%.
      - 13. النساء العاطلات عن العمل يبلغ عددهم 0.2 مليون شخص، ويمثلون نسبة 39%.

اعتبارًا من عام 2017، يعيش 6 من كل 10 سوريين في فقر مدقع. وقُدر معدل الفقر في عام 2016 بنسبة 66.5%. وأعلن "مكتب الأمم المتحدة لتنسيق الشؤون الإنسانية" أن نحو 9 مليون شخص بحاجة إلى مساعدات غذائية في سوريا.
- 1. إجمالي السكان القادرين على العمل 11.6 مليون شخص، ويمثلون 62.9% من السكان.
  - 2. السكان غير النشطين 6.1 مليون 52.8%
  - 3. السكان النشطين يبلغ عددهم 5.5 مليون شخص، ويمثلون 47.2% من السكان القادرين على العمل.
    - 5. عدد العاملين 2.6 مليون شخص، ويمثلون نسبة 47.1% من السكان النشطين.
      - 6. القطاع الزراعي يضم 0.4 مليون شخص، ويمثل نسبة 16%.
      - 7. القطاع الصناعي يضم 0.02 مليون شخص فقط، ويمثل نسبة 1%.
      - 8. قطاع البناء والإنشاءات يضم 0.4 مليون شخص، ويمثل نسبة 16%.
      - 9. القطاع التجاري والسياحة يضم 0.5 مليون شخص، ويمثل نسبة 19%.
      - 10. قطاع النقل والاتصالات يضم 0.2 مليون شخص، ويمثل نسبة 7%.
      - 11. الخدمات الأخرى تضم 1.1 مليون شخص، وتمثل نسبة 41%.

    - 4. العاطلون عن العمل 2.9 مليون 52.9%

أدت العقوبات المفروضة على سوريا إلى الإضرار بالاقتصاد السوري; حيث عرقلت القيود على الواردات حرية اختيار المستهلكين للسلع المتاحة. كما أدى فرض قيود التصدير إلى تراجع الأسواق وفرص الاستثمار.
منذ اندلاع الحرب الأهلية السورية، تأثر الاقتصاد السوري بشدة بالعقوبات الاقتصادية الصارمة التي فرضتها جامعة الدول العربية،  وأستراليا،  وكندا،  والاتحاد الأوروبي،  (وكذلك الدول الأوروبية ألبانيا،  وآيسلندا،  وليختنشتاين،  ومولدوفا،  والجبل الأسود،  ومقدونيا الشمالية،  والنرويج،  وصربيا،  وسويسرا)  وجورجيا،  واليابان،  وكوريا الجنوبية،  وتايوان،  وتركيا،  والولايات المتحدة.
اتخذت الدول الغربية خطوات لمنع أي نشاط في سوريا ومن المتوقع أن يتم اتخاذ المزيد من الخطوات في المستقبل القريب. وفي يناير 2019 أضاف الاتحاد الأوروبي 11 شخصًا وخمس كيانات أخرى إلى قائمة العقوبات. ويخطط الكونغرس الأمريكي لفرض عقوبات صارمة على سوريا.

## شروط العودة
دعا وزير الخارجية السوري وليد المعلم اللاجئين في البلاد إلى العودة إلى منازلهم. وطلب الرئيس الأسد من اللاجئين العودة وادعى أن البلدان المضيفة تسيء استغلال المساعدات الأجنبية.

### الاستقرار والأمن
بدأت محاولات تحقيق الاستقرار في وقت متأخر من عام 2011. وحتى عام 2019 ما زالت جهود عملية السلام السورية وخفض التصعيد مستمرة.

#### عملية السلام
أطلقت جامعة الدول العربية مبادرتين،  ولكن دون نجاح يُذكر. تتضمن عملية السلام السورية مجموعة من المبادرات والخطط لحل الحرب الأهلية السورية وتفاقمها خارج حدودها. تم اعتماد قرار مجلس الأمن رقم 2254 بالإجماع في 18 ديسمبر 2015، والذي دعى لوقف لإطلاق النار وللتسوية السياسية في سوريا.
ذكرت صحيفة فاينانشال تايمز أن الرجال السوريين العائدين يواجهون خيارين إما الموت في الجيش أو السجن. وقد وثقت جماعات حقوق الإنسان انتشار التعذيب وإساءة معاملة المعتقلين ضمن انتهاكات حقوق الإنسان خلال الحرب الأهلية السورية.

#### خفض التصعيد
حتى عام 2019 تم تأسيس مناطق آمنة، إلى جانب مناطق وقف إطلاق النار تابعة لها من أجل وقف القتال. وكان من المقرر أن تنتهي هذه الاتفاقيات كل 6 أشهر مع إمكانية التجديد المستمر.

### إعادة الإعمار
في عام 2016 قدر البنك الدولي تكلفة إعادة الإعمار بمبلغ 226 مليار دولار. وفي عام 2019 قدرت الأمم المتحدة تكلفة إعادة الإعمار بمبلغ 250 مليار دولار.
بينما لا تزال الحرب مستمرة قال الرئيس السوري بشار الأسد أن سوريا ستكون قادرة على إعادة بناء الدولة التي مزقتها الحرب بمفردها، ومن المقدر أن تكلف عملية إعادة الإعمار ما لا يقل عن 400 مليار دولار أمريكي اعتبارا من يوليو 2018. وقال الأسد أنه قادر على إقتراض هذه الأموال من الدول الصديقة والمغتربين السوريين وخزينة الدولة.
 إيران – أعربت إيران عن رغبتها في المساعدة في إعادة بناء سوريا. تم اقتراح الممولين الدوليين كأحد ممولي جهود إعادة الإعمار. في نوفمبر 2018 ظهرت تقارير تشير إلى أن جهود إعادة البناء قد بدأت بالفعل. حيث أفيد بأن أكبر مشكلة تواجه عملية إعادة البناء هي نقص المواد البنائية والحاجة إلى إدارة الموارد المتاحة بكفاءة. وبقيت جهود إعادة البناء محدودة وغالباً ما تركز على مناطق معينة في المدينة، متجاهلة بذلك مناطق أخرى تسكنها فئات محرومة.
 روسيا - في عام 2019 صرح وزير الخارجية الروسي سيرغي لافروف بأن مساهمات بلاده في إعادة إعمار سوريا تساعد في تحسين الأزمة الإنسانية. استثمرت موسكو في قطاع الطاقة السوري وعززت وجودها في قطاعات أخرى مثل صفقات مسبقة لمشاريع توليد الطاقة في حمص، وخط سكك حديدية يربط مطار دمشق الدولي بوسط المدينة، ومجموعة من المنشآت الصناعية التي ستلعب دورًا حيويًا في تنمية سوريا في المستقبل.
 فرنسا – قالت متحدثة باسم السفارة الفرنسية لمجلة أتلانتيك: "لا يمكن أن يحدث إعادة بناء دون تحقيق انتقال سياسي". مشيرة إلى قرار مجلس الأمن التابع للأمم المتحدة رقم 2254 الذي يدعو إلى "حكم موثوق وشامل وغير طائفي... وانتخابات حرة ونزيهة... وفق أعلى المعايير الدولية للشفافية والمساءلة".. ".
 الولايات المتحدة (منظمة غير حكومية) – في عام 2019، تعهد المانحون الدوليون بتقديم 7 مليار دولار، بما في ذلك 397 مليون دولار من الولايات المتحدة، لصالح المدنيين. نشر المجلس الأطلسي برنامج "إعادة بناء سوريا" والذي تم تطويره بناءً على طلب معلومات من مسؤولين في الحكومة الأمريكية وبعض الخبراء الآخرين، بما في ذلك خبراء التنمية ومحللي السياسات الخاصة بهم، وبعض الحكومات الشريكة التي لا تتعارض مع سياسات الولايات المتحدة.

## حركات العودة الطوعية للاجئين
بحلول 2012 عاد أكثر من 5 ألف شخص إلى سوريا بين يوليو/تموز وأغسطس/آب، بينما نُقل معظمهم إلى مخيمات مبنية حديثًا استضافت 7600 لاجئ بحلول نوفمبر/تشرين الثاني.
حتى منتصف عام 2017 عاد ما يقدر بنحو 260,000 لاجئ إلى سوريا منذ عام 2015، وعاد أكثر من 440,000 نازح داخليًا إلى منازلهم للبحث عن عائلاتهم، والتحقق من الممتلكات، وفي بعض الحالات، بسبب تحسن الأمن في أجزاء من البلاد.

### لبنان
استضاف لبنان 929,624 لاجئًا حسب إحصائيات عام 2019. وبحسب حسب إحصائيات ديسمبر 2015 فقد استضاف لبنان نحو 2.2 مليون وافد.
في عام 2015 أوقف لبنان مكتب المفوضية السامية للأمم المتحدة لشؤون اللاجئين من تسجيل السوريين.
في مايو/أيار 2019، رحل لبنان 301 لاجئ بإجراءات موجزة كقرار رسمي بإعادة اللاجئين الذين دخلوا بعد 24 أبريل/نيسان،  وتُعتبر سياسة اللاجئين اللبنانية مدفوعة بتباطؤ الاقتصاد وارتفاع معدلات البطالة.

### تركيا
صاغت تركيا سخائها في منح الأموال أو الهدايا للسوريين الفارين من الحرب الأهلية كواجب أخلاقي وإسلامي.
في أغسطس 2019، فرضت تركيا قيود على الأماكن التي يمكن أن يعيش فيها السوريون في تركيا.

## أنظر أيضا
- الحرب الأهلية السورية
- لاجئو الحرب الأهلية السورية